# Schistidium scabripes
Schistidium scabripes là một loài Rêu trong họ Grimmiaceae. Loài này được (E.B. Bartram) Deguchi mô tả khoa học đầu tiên năm 1984.